# Hogna rubromandibulata
Hogna rubromandibulata là một loài nhện trong họ Lycosidae.
Loài này thuộc chi Hogna. Hogna rubromandibulata được Octavius Pickard-Cambridge miêu tả năm 1885.